# (10865) Thelmaruby
(10865) Thelmaruby est un astéroïde de la ceinture principale.

## Description
(10865) Thelmaruby est un astéroïde de la ceinture principale. Il fut découvert le 21 septembre 1995 à Kitt Peak par le projet Spacewatch. Il présente une orbite caractérisée par un demi-grand axe de 3,09 UA, une excentricité de 0,11 et une inclinaison de 1,0° par rapport à l'écliptique.

## Compléments